# Callisto (astronomia)
Callisto è uno dei quattro principali satelliti naturali del pianeta Giove, la terza più grande luna del sistema solare, la seconda più grande del sistema gioviano, dopo Ganimede.
Scoperto da Galileo Galilei nel 1610, Callisto ha un diametro di 4821 km, equivalente al 99% del diametro del pianeta Mercurio ma solo circa un terzo della sua massa. È la quarta luna galileiana in ordine di distanza da Giove, trovandosi a circa 1880000 km dal pianeta. Callisto non partecipa alla risonanza orbitale che coinvolge gli altri 3 satelliti galileiani: Io, Europa e Ganimede, quindi non subisce i riscaldamenti mareali, che originano i fenomeni endogeni presenti su Io ed Europa. Privo di campo magnetico interno e appena al di fuori della fascia di radiazioni del gigante gassoso, non interagisce particolarmente con la magnetosfera di Giove.
Callisto è composto, più o meno in egual misura, da rocce e ghiacci, con una densità media di circa 1,83 g/cm³, la più bassa tra i satelliti medicei. Sulla sua superficie è stata rilevata spettroscopicamente la presenza del ghiaccio d'acqua, del biossido di carbonio, di silicati e composti organici. Studi condotti dalla sonda Galileo hanno rivelato che Callisto potrebbe avere un piccolo nucleo di silicati e forse uno strato di acqua liquida al di sotto della superficie, a profondità superiori a 100 km.
La superficie di Callisto è la più antica e la più pesantemente craterizzata del sistema solare. Non risultano tracce di processi del sottosuolo, come tettonica a placche o vulcanismo; non c'è alcun segno che un'attività geologica si sia mai verificata in passato e l'evoluzione della sua superficie si è prodotta principalmente per gli impatti meteoritici. Le principali caratteristiche superficiali includono strutture con multipli anelli concentrici, con scarpate, creste e depositi ad essi associati, crateri da impatto di varie forme e catene di crateri. Le età delle diverse morfologie non sono note.
Callisto è circondato da una sottile atmosfera composta di biossido di carbonio e ossigeno molecolare, nonché da una ionosfera piuttosto intensa. Si pensa che Callisto si sia formato nel processo di accrescimento che ha interessato il disco di gas e polveri che circondava Giove dopo la sua formazione. La lentezza del processo di accumulo di materia e la mancanza del riscaldamento mareale ha evitato la differenziazione chimica, mentre una lenta convezione all'interno di Callisto ha portato a una differenziazione solo parziale e alla possibile formazione di un oceano nel sottosuolo ad una profondità di 100–150 km, con un piccolo nucleo roccioso interno.
La probabile presenza di un oceano nel sottosuolo di Callisto lascia aperta la possibilità che possa ospitare la vita. Tuttavia, le condizioni sembrano essere meno favorevoli rispetto alla vicina Europa. Diverse sonde spaziali, le Pioneer 10 e 11, la Galileo e la Cassini hanno studiato Callisto, che, a causa dei suoi bassi livelli di radiazione, è stato a lungo considerato il luogo più adatto per una base umana in una futura esplorazione del sistema gioviano.

## Storia delle osservazioni

### Scoperta e denominazione
La scoperta di Callisto è attribuita a Galileo Galilei, che nel 1610 ne documentò l'esistenza assieme alle altre tre lune principali di Giove nel Sidereus Nuncius. Prende il nome da una delle tante amanti di Zeus nella mitologia greca, dove Callisto era una ninfa (o secondo altre fonti, figlia di Licaone) associata alla dea della caccia Artemide. Il nome fu proposto dall'astronomo Simon Marius su suggerimento di Johannes Kepler. Tuttavia, i nomi dei satelliti galileiani caddero in disuso per molto tempo, fino alla metà del XX secolo e nella relativamente recente letteratura astronomica veniva usata la designazione numerica romana introdotta da Galileo, e Callisto veniva chiamato Giove IV, o quarto satellite di Giove.

### Missioni spaziali
Le sonde Pioneer 10 e Pioneer 11 inviate verso Giove nei primi anni settanta non diedero molte nuove informazioni su Callisto rispetto a quello che era già noto da osservazioni terrestri. La vera svolta avvenne più tardi con i sorvoli ravvicinati delle sonde Voyager 1 e Voyager 2 negli anni 1979-1980. Esse ripresero più della metà della superficie di Callisto, con una risoluzione di 1–2 km, misurando temperatura, massa e forma della luna gioviana. Una seconda tornata esplorativa avvenne dal 1994 al 2003, quando la sonda Galileo effettuò otto sorvoli ravvicinati di Callisto, il più vicino dei quali a 138 km dalla superficie. La sonda Galileo completò la mappa globale della superficie, con una serie di immagini con risoluzione fino a 15 metri di alcune aree selezionate. Nel 2000, la sonda Cassini in viaggio verso Saturno acquisì immagini di alta qualità nell'infrarosso dei satelliti galileiani, Callisto compreso. Nel 2007, la sonda New Horizons nel suo cammino verso Plutone ottenne nuove immagini e spettri di Callisto.
La prossima missione prevista per il sistema di Giove è la Jupiter Icy Moons Explorer (JUICE) dell'Agenzia spaziale europea (ESA), partita il 14 aprile 2023 col lancio della sonda con un razzo Ariane 5. Durante la missione saranno previsti 21 sorvoli ravvicinati di Callisto tra il 2032 e il 2033, prima di inserirsi in orbita attorno a Ganimede. Precedentemente era stata proposta la Europa Jupiter System Mission (EJSM), un progetto congiunto di ESA e NASA per l'esplorazione delle lune gioviane. Tuttavia nel 2011 l'ESA annunciò che, a causa dei problemi di budget della NASA, era improbabile che la missione sarebbe stata possibile nei primi anni del 2020, e che avrebbe quindi puntato su JUICE.

## Parametri orbitali

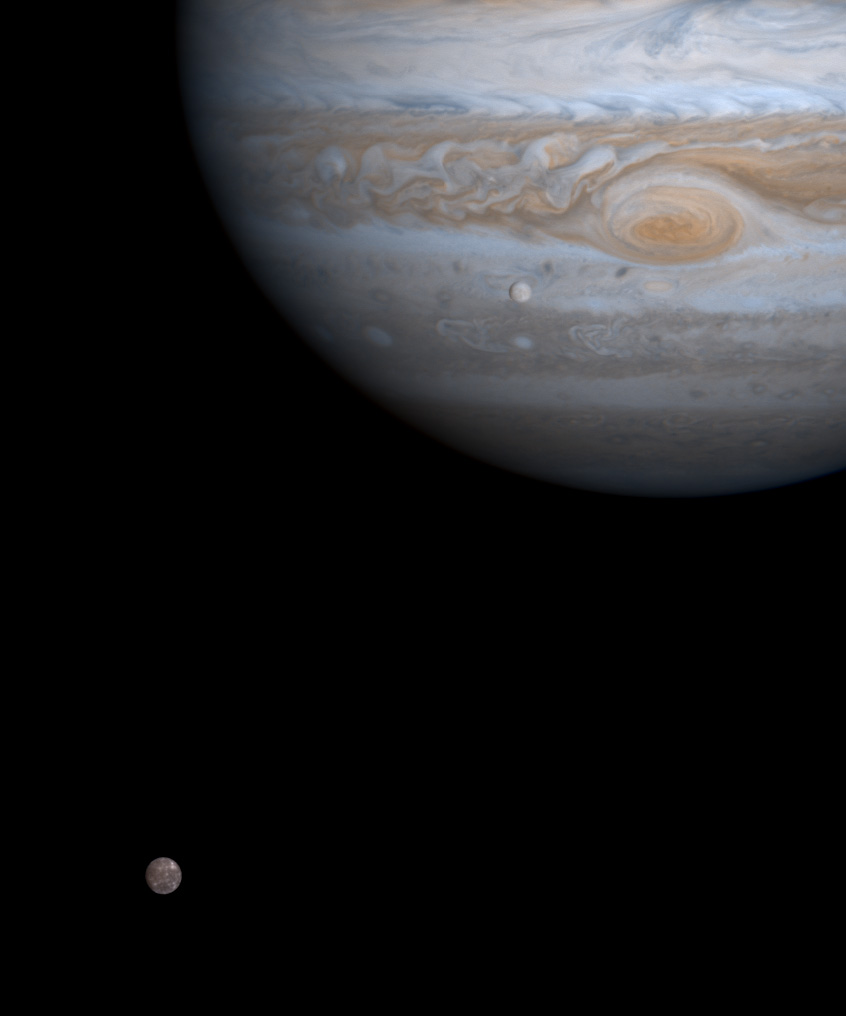
Callisto, in basso a sinistra dell'immagine, ripreso dalla sonda Cassini. In alto a destra è visibile Giove e, sul suo disco, appena a sinistra della Grande Macchia Rossa, è visibile Europa.

Callisto è il più esterno dei quattro satelliti galileiani e orbita ad una distanza di circa 1880000 km (equivalenti a 26,3 raggi gioviani) da Giove, significativamente maggiore rispetto a quella del vicino Ganimede (1 070 000 km). Per questo motivo Callisto non è in risonanza orbitale come lo sono invece i tre satelliti galileiani interni.
Come la maggior parte delle altre lune regolari, la rotazione del Callisto è bloccata in rotazione sincrona con la sua orbita, di conseguenza la lunghezza del giorno di Callisto è pari al suo periodo orbitale, che è di circa 16,7 giorni. Percorre un'orbita quasi circolare e assai prossima al piano equatoriale di Giove, con eccentricità e Inclinazione orbitale che subiscono variazioni su una scala temporale di secoli a causa delle perturbazioni gravitazionali solari e planetarie. L'eccentricità varia da 0.0072 a 0,0076°, mentre l'inclinazione orbitale varia da 0,20 a 0,60°, ed entrambe contribuiscono a variare l'inclinazione assiale di Callisto tra 0,4 e 1,6°.
L'isolamento dinamico di Callisto implica che non sia mai stato sensibilmente influenzato da maree gravitazionali, e ciò ha influito sulla sua evoluzione e sulla sua struttura interna. Data la sua distanza da Giove, il flusso di particelle cariche appartenenti alla magnetosfera gioviana che raggiungono la sua superficie è piuttosto basso (circa 300 volte inferiore rispetto a Europa) ed ha avuto effetti trascurabili su di essa, a differenza di quanto accaduto sugli altri satelliti galileiani. Il livello di radiazione sulla superficie di Callisto è equivalente a una dose di circa 0,01 rem (0,1 mSv) al giorno, sette volte inferiore alla radiazione che riceve la Terra.

## Origine ed evoluzione

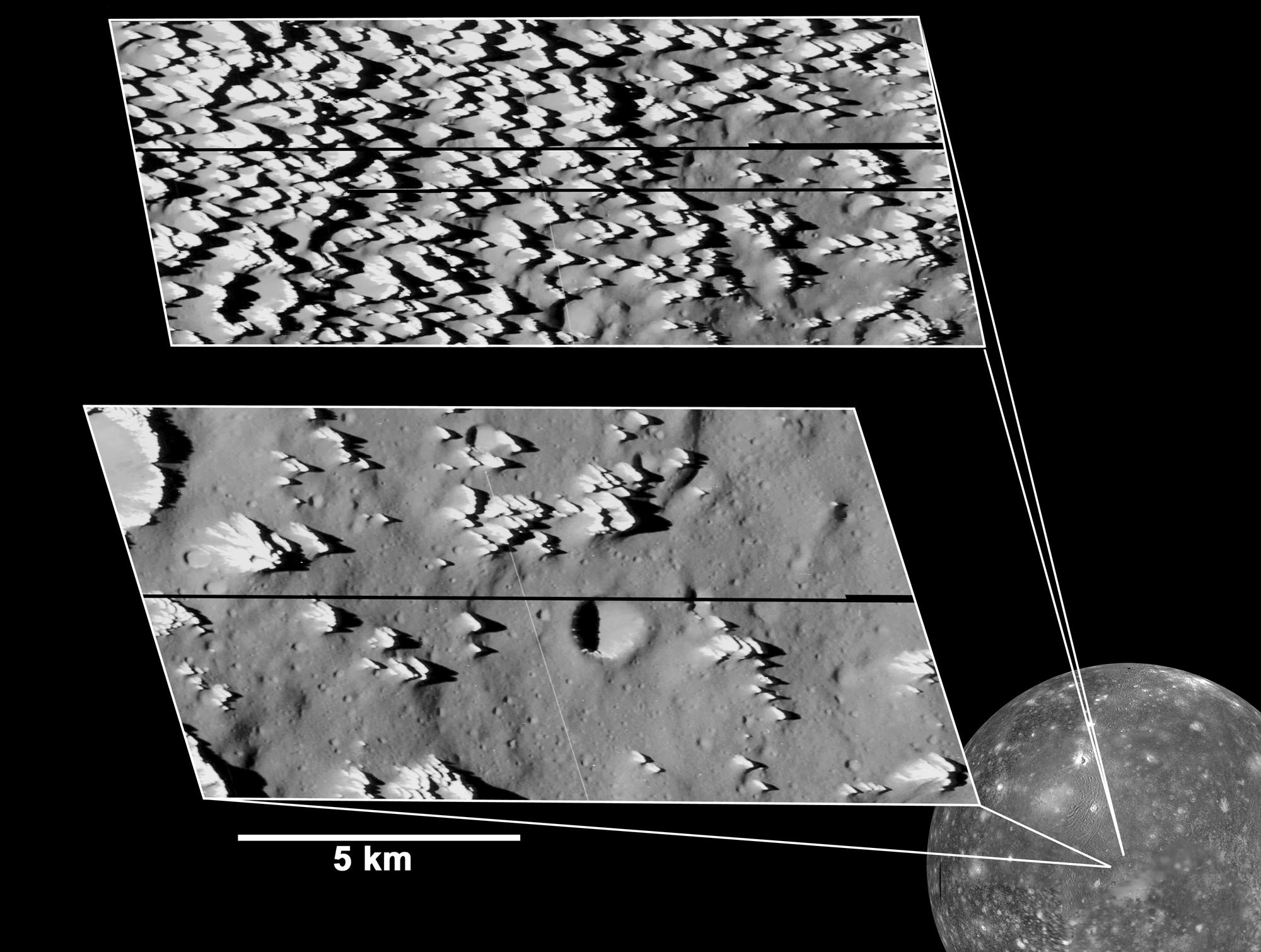
Nell'immagine in alto è visibile un terreno ancora in fase di erosione, che nel corso del tempo, con l'erosione dei ghiacci, il materiale scuro scivolerà più in basso e il terreno assomiglierà a quello dell'immagine sotto, dove i crateri da impatto testimoniano che l'erosione è cessata.

Callisto si è formato probabilmente per lenta accrezione nella sub-nebulosa di Giove, un disco di gas e polveri che circondava il pianeta dopo la sua formazione. Tuttavia, a differenza di Ganimede è solo parzialmente differenziato, e questo è dovuto al fatto che probabilmente non si è mai riscaldato a sufficienza perché potesse sciogliersi la sua componente ghiacciata. La sua formazione è avvenuta in tempi stimabili da 100.000 a 10 milioni di anni.
L'evoluzione geologica di Calisto dopo l'accrezione è determinata dall'equilibrio tra il riscaldamento radioattivo e il raffreddamento dovuto alla conduzione termica nei pressi della superficie e la convezione dello stato solido nell'interno del satellite. È noto che questa convezione si verifica quando la temperatura è abbastanza vicina al punto di fusione del ghiaccio ed è un processo lento, con movimenti del ghiaccio dell'ordine di 1 cm all'anno, tuttavia molto efficace per lunghi periodi temporali.
La precoce convezione subsolida nell'interno di Callisto avrebbe impedito la fusione del ghiaccio su larga scala e la completa differenziazione, che avrebbe formato un nucleo roccioso circondato da un mantello di ghiaccio. A causa del processo di convezione, la lenta e parziale separazione e differenziazione di rocce e ghiacci all'interno Callisto è proceduta per miliardi di anni ed è possibile che stia continuando anche nell'epoca attuale.
L'attuale comprensione dell'evoluzione di Callisto non pregiudica l'esistenza di un oceano di acqua liquida sotto la superficie, per via del comportamento "anomalo" del punto di fusione del ghiaccio, che diminuisce all'aumentare della pressione, e che arriva a 251 K (-22 °C) quando la pressione raggiunge i 2 070 bar. In tutti i modelli realizzati su Callisto la temperatura nello strato compreso tra 100 e 200 km di profondità è molto vicina, o supera leggermente, questa temperatura di fusione anomala. La presenza anche di piccole quantità di ammoniaca (1-2% della massa), garantirebbe l'esistenza del liquido poiché l'ammoniaca abbasserebbe ulteriormente la temperatura di fusione.
A differenza del vicino Ganimede, che mostra un terreno variegato, Callisto non presenta evidenza di attività simili alla tettonica a placche. Pur trattandosi di due oggetti relativamente simili sembra che Callisto abbia avuto una storia geologica più semplice. Questa differenza è un problema di notevole interesse per la planetologia.

## Composizione
La densità media di Callisto, 1,83 g/cm³, suggerisce una composizione di parti approssimativamente uguali di materiale roccioso e ghiaccio d'acqua, con tracce di ghiacci volatili come l'ammoniaca. La percentuale di massa di ghiacci presente è del 49-55 % mentre non è nota con esattezza la componente rocciosa, anche se probabilmente è simile alla composizione delle condriti ordinarie L e LL, che sono caratterizzate da un basso contenuto di ferro metallico e da una più abbondante presenza di ossido di ferro rispetto alle condriti H.
La superficie di Callisto ha un'albedo di circa 0,2, cioè riflette il 20% della luce solare che riceve. Si ritiene che la composizione superficiale sia sostanzialmente simile a quella del resto del satellite. Osservazioni spettroscopiche nel vicino infrarosso hanno rivelato la presenza di bande di assorbimento del ghiaccio acqua a lunghezze d'onda di 1,04, 1,25, 1,5, 2,0 e 3,0 micrometri. Il ghiaccio d'acqua sembra essere onnipresente sulla superficie di Callisto, con una frazione della massa totale pari al 25-50%. L'analisi ad alta risoluzione degli spettri nel vicino infrarosso e nell'ultravioletto ottenuti dalla sonda Galileo hanno rivelato la presenza di diversi materiali non ghiacciati in superficie, come idrosilicati di ferro e magnesio, anidride carbonica, biossido di zolfo, e forse, ammoniaca e vari composti organici. I dati spettrali indicano anche che la superficie di Callisto è estremamente eterogenea su piccola scala. Piccole zone luminose formate da ghiaccio d'acqua pura sono miste a zone formate da una miscela di roccia e ghiaccio e ad estese aree scure di materiali non ghiacciati.
La superficie di Callisto è asimmetrica: l'emisfero rivolto nella direzione del moto orbitale è più scuro dell'altro, al contrario di quanto accada sugli altri satelliti galileani. L'emisfero più scuro sembra più ricco in anidride solforosa rispetto all'altro, nel quale abbonda maggiormente l'anidride carbonica, elemento che pare associato a molti crateri da impatto di recente formazione, come il cratere Lofn. Generalmente la composizione chimica della superficie, specialmente quella delle aree scure, pare essere simile a quella degli asteroidi di tipo D, le cui superfici sono ricoperte di materiali carboniosi.

## Struttura interna

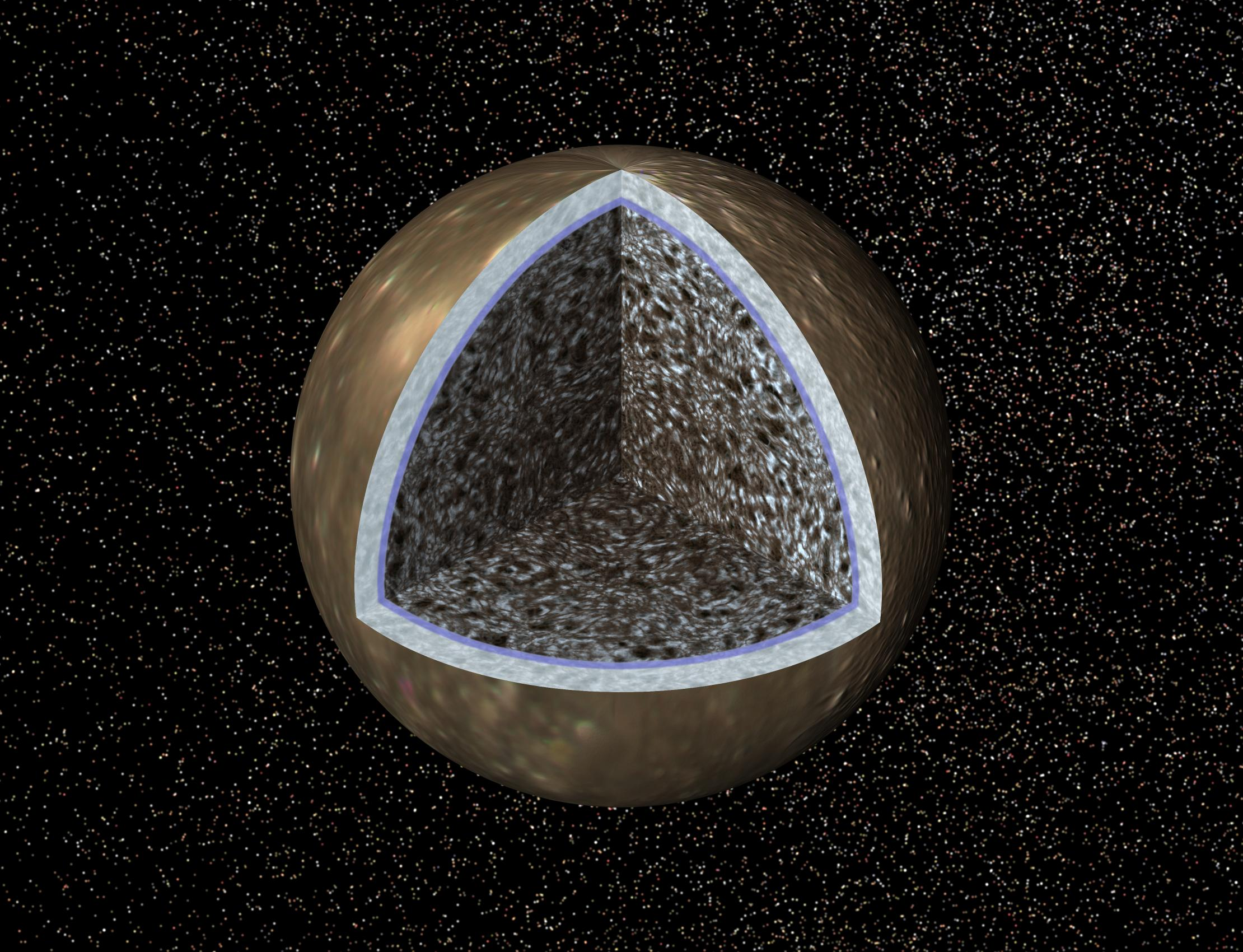
La struttura interna di Callisto.

La superficie butterata di Callisto sovrasta una litosfera gelida, spessa 80–150 km, mentre, ad una profondità di 50–200 km, si troverebbe uno strato di acqua liquida e salata dallo spessore di 10 km.
Tale oceano interno è stato scoperto indirettamente attraverso studi del campo magnetico attorno a Giove e ai suoi satelliti più interni. Callisto, infatti, non possiede un campo magnetico proprio, ma solo un campo indotto che varia in direzione, in risposta alle diverse configurazioni orbitali del satellite rispetto al campo magnetico di Giove. Ciò suggerisce che all'interno di Callisto si trovi uno strato di fluido molto conduttivo. L'esistenza di un oceano sarebbe più probabile se l'acqua contenesse una piccola quantità di ammoniaca o altre sostanze antigelo, fino al 5% del peso. In tal caso, lo strato di acqua e ghiaccio potrebbe raggiungere uno spessore di 250–300 km. I modelli che non prevedono l'esistenza dell'oceano indicano un maggiore spessore per la litosfera ghiacciata, che potrebbe raggiungere una profondità di circa 300 chilometri.
Un altro indizio a favore dell'esistenza dell'oceano interno è che l'emisfero del satellite direttamente opposto al bacino di Valhalla non mostra alcuna frattura, a differenza di quanto succede agli antipodi di crateri di simili dimensioni sulla Luna o su Mercurio. Uno strato liquido sarebbe probabilmente in grado di assorbire le onde sismiche prima che esse possano rifocalizzarsi sul punto opposto della crosta planetaria.
Al di sotto dell'oceano, Callisto sembra presentare un nucleo particolare, non interamente uniforme, ma stabile. I dati della sonda Galileo suggeriscono che questo nucleo sia composto da roccia e ghiaccio compressi, con una percentuale di roccia crescente all'aumentare della profondità.
Fra i satelliti galileiani Callisto è quello con la densità minore; esso si compone per il 40% di ghiaccio e il 60% di roccia e ferro, inoltre è solo parzialmente differenziato, al contrario di Ganimede, di dimensioni di poco maggiori. La densità e il momento d'inerzia sono compatibili con l'esistenza di un piccolo nucleo di silicati al centro di Callisto. Il raggio di tale nucleo non può superare i 600 km e la densità sarebbe compresa tra 3,1 e 3,6 g/cm³. Si ritiene che Titano e Tritone, due fra i principali satelliti del sistema solare, presentino una composizione analoga.

## Superficie

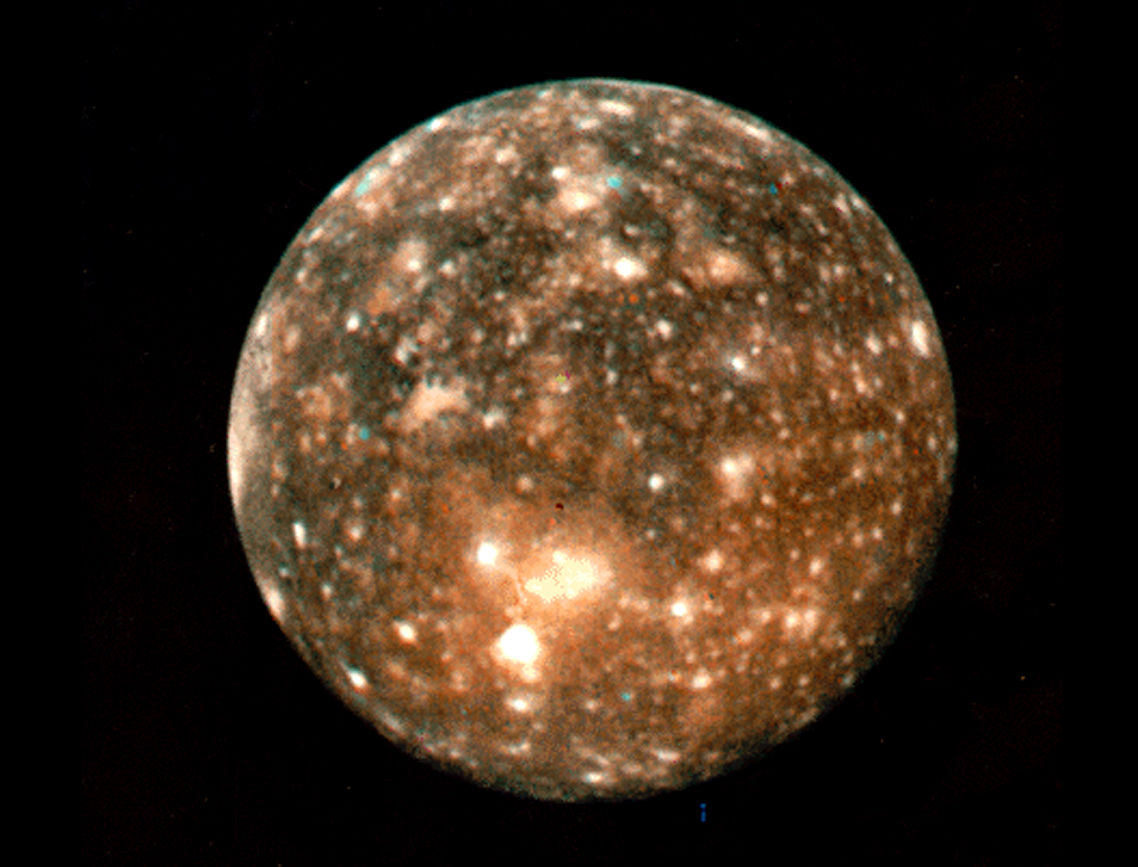
Un'immagine di Callisto ripresa dal Voyager 2 alla distanza di. I punti brillanti che ne costellano la superficie sono crateri da impatto, un terreno pesantemente craterizzato indica solitamente una superficie planetaria molto antica.

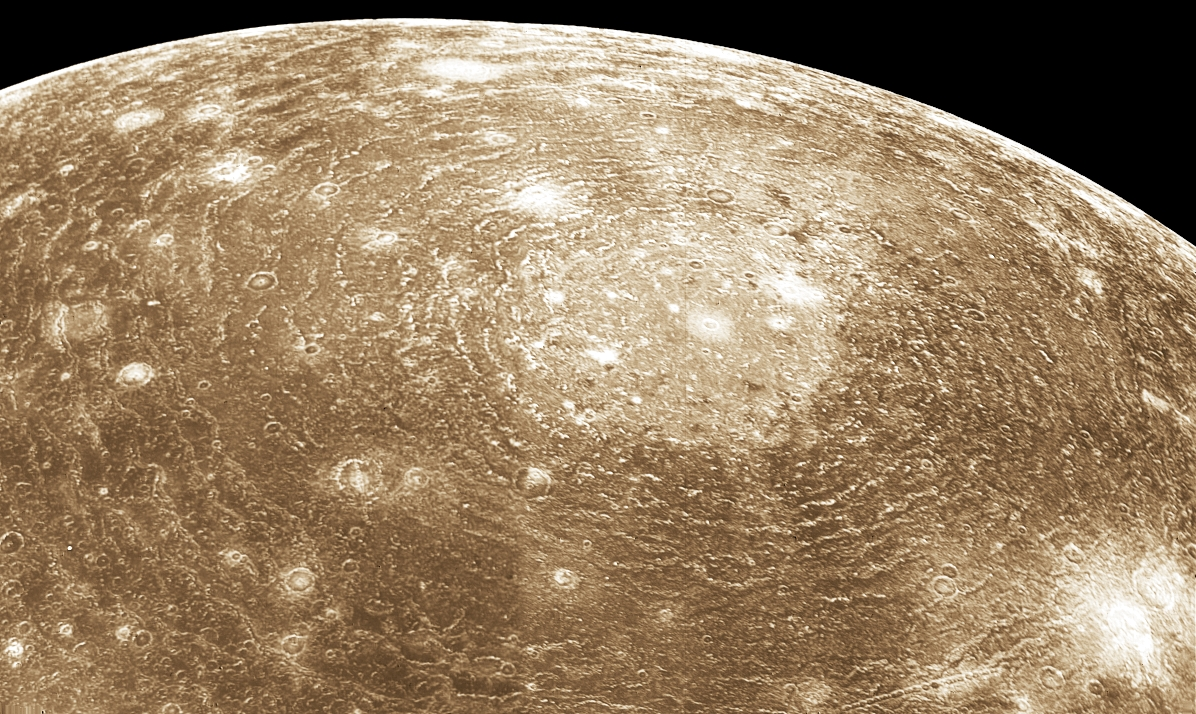
Immagine ripresa dalla Voyager 1 di Valhalla.

Callisto è il satellite naturale più pesantemente craterizzato del sistema solare, la densità dei crateri è prossima alla saturazione e in pratica ogni nuovo cratere tenderà a cancellarne uno più antico. A differenza del vicino Ganimede, che mostra un terreno variegato, Callisto non presenta evidenza di attività simili alla tettonica a placche. Pur trattandosi di due oggetti relativamente simili sembra che Callisto abbia avuto una storia geologica più semplice. Questa differenza è un problema di notevole interesse per la planetologia.
In effetti, i crateri da impatto e gli anelli ad essi concentrici rappresentano le uniche strutture presenti su Callisto; non vi sono infatti grandi montagne o altre caratteristiche prominenti. Ciò è dipeso probabilmente dalla natura della superficie: lo scorrimento del ghiaccio in tempi geologici ha cancellato i crateri e le montagne più grandi. I crateri da impatto e le strutture multianello, le scarpate e i depositi ad esse associate sono le uniche grandi caratteristiche che si trovano sulla superficie.
La superficie di Callisto è dominata da due enormi strutture: Valhalla (la più grande) presenta una regione centrale brillante larga 600 km e anelli concentrici che raggiungono i 3000 km di diametro; la seconda, Asgard, presenta un diametro esterno di 1400 km.
Sono presenti inoltre delle catenae, come la Gipul Catena, una lunga serie di crateri da impatto in linea retta sulla superficie. L'origine di ciascuna di esse è da ricondursi all'impatto su Callisto di oggetti catturati dalla gravità gioviana e poi frammentati dalle forze di marea del pianeta (come accaduto alla Cometa Shoemaker-Levy 9).
Alla crosta del satellite è stata assegnata un'età di circa 4,5 miliardi di anni, risalente quindi quasi alla formazione del sistema solare, mentre le strutture ad anelli concentrici hanno un'età compresa tra 1 e 4 miliardi di anni, a seconda delle fonti prese in considerazione.

## Atmosfera
Callisto ha un'atmosfera molto tenue, composta da anidride carbonica, rilevata attraverso lo spettrometro nel vicino infrarosso a bordo della sonda Galileo. Si stima che sulla superficie sia raggiunta una pressione di 0,75 μPa ed una densità di 4×108 cm−3. Poiché un'atmosfera di tale entità sarebbe perduta dal satellite in circa 4 giorni, deve essere presente un meccanismo che la reintegra costantemente, probabilmente la sublimazione del ghiaccio di anidride carbonica presente sulla superficie, ipotesi compatibile con la formazione delle striature brillanti visibili sulla superficie.
Callisto è dotato di una ionosfera, rilevata durante i sorvoli ravvicinati della sonda Galileo; i valori della densità elettronica, misurata in (7-17)×104 cm−3, non trovano spiegazione nella sola fotoionizzazione dell'anidride carbonica presente nell'atmosfera. Di conseguenza, si ritiene che l'atmosfera sia in realtà dominata da una seconda specie, presente in quantità 10 − 100 volte superiori rispetto alla CO2. Sebbene gli studiosi ritengano che possa trattarsi dell'ossigeno molecolare, non sono ancora riusciti a rilevarlo direttamente. Ciononostante, le osservazioni condotte con il telescopio spaziale Hubble hanno posto un limite superiore alla concentrazione dell'ossigeno (sulla base della sua mancata rilevazione) ancora compatibile con tale ipotesi. Il telescopio spaziale è invece riuscito ad individuare ossigeno condensato ed intrappolato sulla superficie della luna.

## Possibilità di vita nell'oceano
Come Europa e Ganimede, si pensa che la vita microbica extraterrestre potrebbe esistere in un oceano salato sotto la superficie di Callisto. Tuttavia, le condizioni sembrano essere meno favorevoli su Callisto che su Europa. Le principali ragioni sono la mancanza di contatto con materiale roccioso e il minor flusso di calore proveniente dall'interno di Callisto. Lo scienziato Torrence Johnson, confrontando le probabilità di vita su Callisto e su altre lune galileiane a proposito disse:
Sulla base di queste considerazioni e di altre osservazioni scientifiche, si pensa che di tutte le lune galileiane di Giove, Europa sia quella con la maggiore possibilità di sostenere la vita microbica.

## Colonizzazione

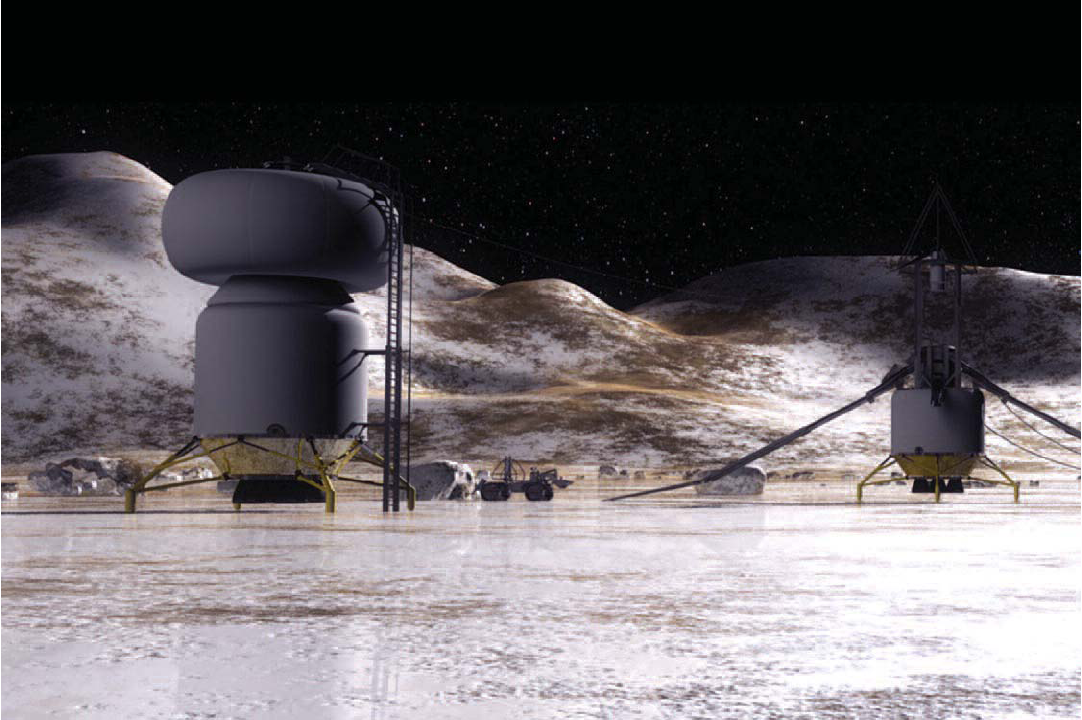
Immagine artistica di un'ipotetica base su Callisto

Nel 2003 la NASA condusse uno studio chiamato Human Outer Planets Exploration (HOPE) per una futura esplorazione umana del sistema solare esterno. L'obiettivo primario scelto fu Callisto.
Nello studio venne presa in considerazione una possibile base sulla superficie di Callisto atta a produrre carburante per un'ulteriore esplorazione del sistema solare. I vantaggi di una base su Callisto sono sostanzialmente due: la bassa dose di radiazioni che riceve la superficie e la stabilità geologica della luna. Tale base potrebbe facilitare l'esplorazione a distanza di Europa e sarebbe in una posizione ideale per una stazione di rifornimenti e di manutenzione per le navi spaziali in rotta per le regioni più esterne del sistema solare, con l'ulteriore vantaggio di poter sfruttare l'assistenza gravitazionale di Giove con uno stretto fly-by dopo la partenza da Callisto.
Un rapporto della NASA nel dicembre 2003 espresse la convinzione che una missione umana verso Callisto sarebbe potuta essere possibile nel 2040.

## Callisto nella Fantascienza
Callisto è il più esterno dei satelliti galileiani. Si tratta di una grande luna, solo leggermente più piccola del pianeta Mercurio. È freddo, gelato, e pesantemente craterizzato, con un'atmosfera molto tenue. Nonostante le sue dimensioni, non è stato descritto in narrativa tanto quanto gli altri satelliti galileiani.
- I cercatori d'immortalità (1937), racconto della serie di Penton e Blake di John W. Campbell, presenta un Callisto abitato da un popolo avanzato dal punto di vista scientifico, la cui industria si basa sulla biotecnologia. I callistani sono alla ricerca di berillio, assente nel loro mondo, l'unico elemento con cui potrebbero creare una forma di vita intelligente microscopica che assicuri loro l'immortalità.
- Nel racconto La minaccia di Callisto (1939), il primo pubblicato da Isaac Asimov, tutte le navi inviate sul satellite scompaiono misteriosamente, finché una missione di ricognizione non scopre che gli equipaggi precedenti sono stati uccisi dai campi magnetici emessi da vermi giganti.
- Ne Il vagabondo dello spazio, romanzo di Fredric Brown, si accenna a Callisto quale terribile colonia penale.
- Nel videogioco G-Police (1997), una colonia umana è presente su Callisto intorno al 2090.
- La puntata a due parti di Jupiter Jazz della serie Cowboy Bebop si svolge su Callisto, divenuto un desolato mondo ghiacciato e perennemente coperto di neve a seguito della colonizzazione, con una scarsa popolazione (quasi interamente maschile), e usato come rifugio per commerci illegali.
- Nel videogioco Zone of the Enders: The 2nd Runner (2003), il protagonista Dingo Egret è impegnato nella ricerca di Metatron sul satellite Callisto.
- Nella serie tv The Expanse si fa spesso riferimento all'incidente di Callisto.
- Nel videogioco The Callisto Protocol (2022), la luna di Giove è l'ambientazione principale su cui il giocatore svolgerà la sua avventura